# Nonochamus distigma
Nonochamus distigma là một loài bọ cánh cứng trong họ Cerambycidae.